# Se necesita libertad
Se Necesita Libertad  es el segundo álbum de estudio de la banda mexicana de rock: O Tortuga. lanzado en julio de 2019, esta vez siendo con sonidos más suaves y melódicos del álbum. A pesar de que no recibió buenas críticas como su álbum debut.
Nuevamente su segundo material se lanzó a través del sitio Bandcamp para escucharse de forma gratuita y para adquirirlo.

## Lista de canciones
| Se Necesita Libertad |                            |          |  |
| N.º                  | Título                     | Duración |  |
| 1.                   | «Azul»                     | 03:04    |  |
| 2.                   | «Odio»                     | 03:04    |  |
| 3.                   | «Pedrio (IMY)»             | 03:25    |  |
| 4.                   | «Se Necesita Libertad»     | 03:23    |  |
| 5.                   | «Noam»                     | 02:19    |  |
| 6.                   | «Nueva Casa Vida Nueva»    | 04:19    |  |
| 7.                   | «Nos Dejamos de Preocupar» | 03:44    |  |
| 8.                   | «Luz y Fer»                | 02:27    |  |
| 9.                   | «Elon»                     | 04:37    |  |
| 10.                  | «Se Necesita Libertad II»  | 04:15    |  |
| 33:17                |                            |          |  |